# Communauté d’agglomération Porte de l’Isère
Die Communauté d’agglomération Porte de l’Isère ist ein Gemeindeverband im französischen Département Isère, dessen Verwaltungssitz sich in dem Ort L’Isle-d’Abeau befindet.
Der Gemeindeverband besteht aus 22 Gemeinden auf einer Fläche von 245,9 km2. Unter den Mitgliedsgemeinden sind die Kleinstädte, die sich südöstlich von Lyon entlang der Hauptverkehrsachse aufreihen, die zu den Ballungsräumen von Grenoble und Chambéry führt. Der Name bedeutet so viel wie Tor zur Isère. Präsident des Anfang 2007 gegründeten Gemeindeverbandes ist Jean Papadopulo, Bürgermeister von Four.

## Aufgaben
Zu den vorgeschriebenen Kompetenzen gehören die Entwicklung und Förderung wirtschaftlicher Aktivitäten, die Stadtentwicklung sowie die weitreichende Raumplanung auf Basis eines übergeordneten Rahmenplans (Schéma de Cohérence Territoriale Nord-Isère), der von insgesamt 11 Gemeindeverbänden getragen wird. Die Communauté d’agglomération bestimmt die Wohnungsbaupolitik, betreibt die Straßenmeisterei, die Wasserversorgung, die Abwasserentsorgung sowie die Abfallwirtschaft und ist allgemein für den Immissionsschutz zuständig. Zusätzlich baut und unterhält der Verband Kultur- und Sporteinrichtungen und fördert Veranstaltungen in diesen Bereichen.

## Mitgliedsgemeinden
Folgende Gemeinden gehören der Communauté d’agglomération Porte de l’Isère an:
| Gemeinde                                    | Einwohner 1. Januar 2022 | Fläche km² | Dichte Einw./km² | Code INSEE | Postleitzahl |
| ------------------------------------------- | ------------------------ | ---------- | ---------------- | ---------- | ------------ |
| Bourgoin-Jallieu                            | 29.816                   | 24,37      | 1.223            | 38053      | 38300        |
| Châteauvilain                               | 744                      | 8,82       | 84               | 38091      | 38300        |
| Chèzeneuve                                  | 650                      | 6,79       | 96               | 38102      | 38300        |
| Crachier                                    | 590                      | 3,64       | 162              | 38136      | 38300        |
| Domarin                                     | 1.670                    | 2,99       | 559              | 38149      | 38300        |
| Eclose-Badinières                           | 1.510                    | 16,28      | 93               | 38152      | 38300        |
| Four                                        | 1.672                    | 11,82      | 141              | 38172      | 38080        |
| L’Isle-d’Abeau                              | 17.096                   | 9,11       | 1.877            | 38193      | 38080        |
| La Verpillière                              | 7.643                    | 6,64       | 1.151            | 38537      | 38290        |
| Les Éparres                                 | 976                      | 7,95       | 123              | 38156      | 38300        |
| Maubec                                      | 1.920                    | 8,57       | 224              | 38223      | 38300        |
| Meyrié                                      | 1.088                    | 3,43       | 317              | 38230      | 38300        |
| Nivolas-Vermelle                            | 2.716                    | 6,09       | 446              | 38276      | 38300        |
| Ruy-Montceau                                | 4.771                    | 20,81      | 229              | 38348      | 38300        |
| Saint-Alban-de-Roche                        | 2.148                    | 6,11       | 352              | 38352      | 38080        |
| Saint-Quentin-Fallavier                     | 6.182                    | 22,83      | 271              | 38449      | 38070        |
| Saint-Savin                                 | 4.297                    | 24,55      | 175              | 38455      | 38300        |
| Satolas-et-Bonce                            | 2.540                    | 16,80      | 151              | 38475      | 38290        |
| Sérézin-de-la-Tour                          | 1.134                    | 9,31       | 122              | 38481      | 38300        |
| Succieu                                     | 774                      | 8,35       | 93               | 38498      | 38300        |
| Vaulx-Milieu                                | 2.495                    | 9,02       | 277              | 38530      | 38090        |
| Villefontaine                               | 19.018                   | 11,63      | 1.635            | 38553      | 38090        |
| Communauté d’agglomération Porte de l’Isère | 111.450                  | 245,91     | 453              | –          | –            |